# 21-я армия (Япония)
21-я армия (яп. 第21軍) — воинское подразделение японской Императорской армии, действовавшее во время японо-китайской войны.
Сформирована 19 сентября 1938 года под командованием генерала Фурусё. Подчинялась непосредственно Императорской Ставке.
23 сентября 1939 года передана в состав Экспедиционной армии в Китае в связи с предстоящим участием в Кантонской операции (вторжение в провинцию Гуандун на юге Китая), в которой главные роли отводились ей и 5-му флоту.
12 октября высадились 18-я 104-я дивизии, на другой день за ними последовали штабные подразделения. 21 октября была захвачена столица провинции Гуанчжоу. 5-й дивизии продолжала продвижение вверх по реке Чжуцзян и 5 ноября взяла город Фошань. К концу ноября вся провинция была под контролем японцев.
9 февраля 1940 года 21-я армия была расформирована, её командный состав вошёл в штаб Южно-Китайского фронта, а подразделения переданы другим фронтам.